# フォース・ディメンション
フォース・ディメンション  (Fourth Dimension)は、フィンランドのパワーメタルバンド・ストラトヴァリウスの4枚目のスタジオ・アルバムである。

## 概要
専任ヴォーカリストにティモ・コティペルトを迎えた初のアルバムであり、ティモ・トルキはギターに専念している。オリジナルメンバーであるドラマーのトゥオモ・ラッシーラとキーボーディストのアンティ・イコーネンが参加した最後のアルバムである。

## 収録曲
1. "アゲインスト・ザ・ウィンド" - "Against the Wind" – 3:48
2. "ディスタント・スカイズ" - "Distant Skies" – 4:10
3. "ギャラクシーズ" - "Galaxies" – 5:00
4. "ウィンター" - "Winter" – 6:32
5. "ストラトヴァリウス" - "Stratovarius" – 6:22
6. "ロード・オブ・ザ・ウェイストランド" - "Lord of the Wasteland" – 6:11
7. "030366" - "030366" – 5:46
8. "ナイトフォール" - "Nightfall" – 5:09
9. "ウィ・ホールド・ザ・キー" - "We Hold the Key" – 7:53
10. "トワイライト・シンフォニー" - "Twilight Symphony" – 6:59
11. "コール・オブ・ザ・ウィルダネス" - "Call of the Wilderness" – 1:30
12. "ドリームスペース (ライブ)" - "Dreamspace (live) - (日本版ボーナストラック)

"Against The Wind", "Galaxies", "We Hold The Key" はティモ・トルキ作曲/ティモ・コティペルト作詞、"Nightfall"はトルキ作曲/ラッシーラ作詞。その他の楽曲はすべてトルキ作詞作曲である。

## 参加ミュージシャン
- ティモ・トルキ - Guitar, Vocals, Bass
- ティモ・コティペルト - Vocals
- ヤリ・カイヌライネン - Bass
- アンティ・イッコーネン - Keyboards
- トゥオモ・ラッシーラ - Drums